# Jeans
Jeans (укр. Джинс, абр. JNS) — віртуальний мобільний оператор, який належить українському підрозділу Vodafone.

## Історія
- 1 серпня 2003 - заснування "Джинс"
- 2008 - ліквідація

## Логотип
Бренд змінив 1 логотип. Нинішній - 2-й за рахунком.
- з 1 серпня 2003 по 2007 рік був напис "Джинс" синього кольору та смуга.
- з 2007 по 2008 рік був напис "JEANS" та ромашка, на якій написано "JNS".